# Świerklaniec

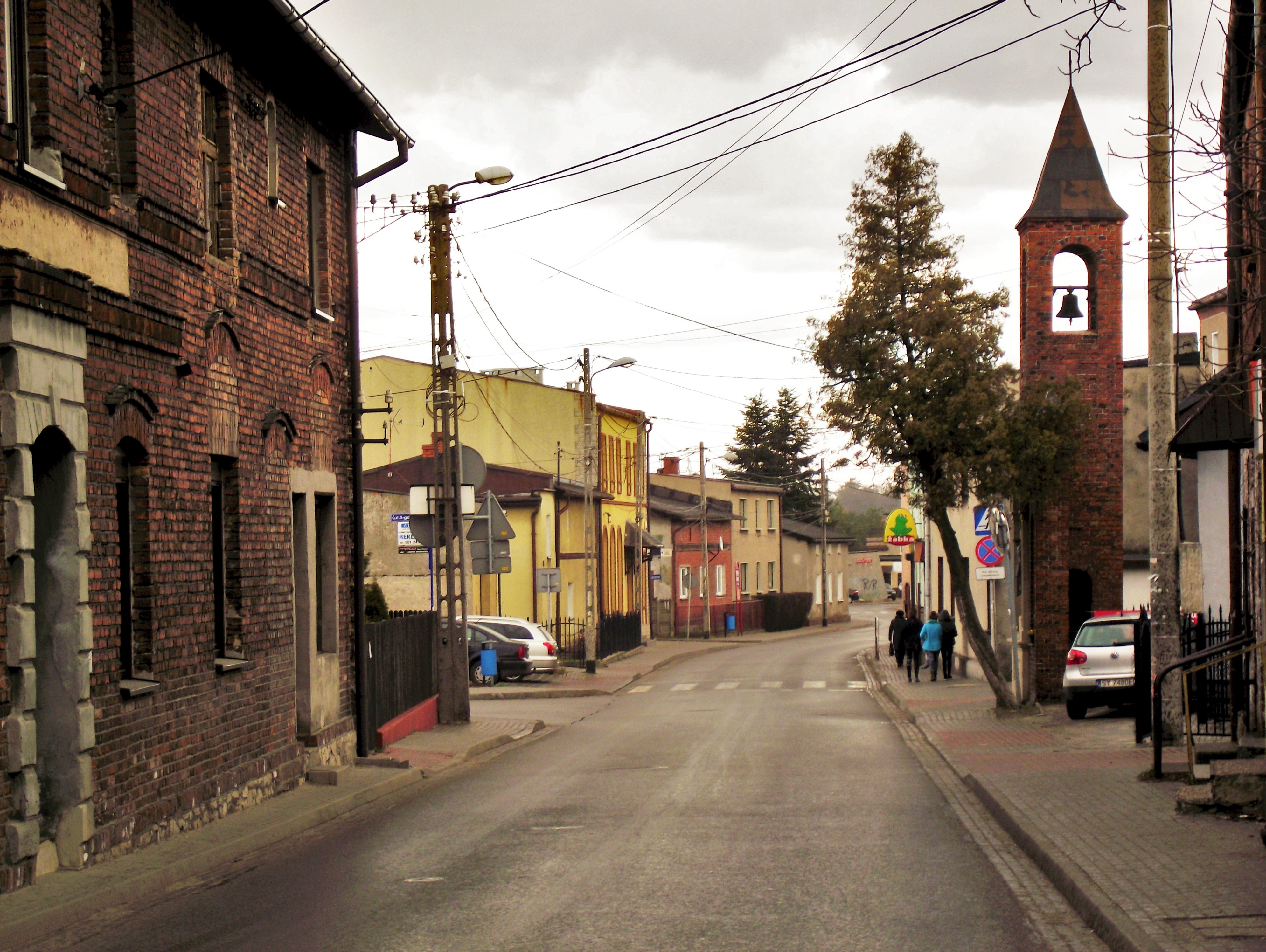
Hauptstraße in Świerklaniec

Świerklaniec (deutsch Neudeck) ist ein Dorf und Sitz einer Landgemeinde in der Woiwodschaft Schlesien in Südpolen. Świerklaniec ist von Kattowitz rund 30 km entfernt. Die Gemeinde Świerklaniec besteht aus vier Gemeindeteilen und hat rund 11.000 Einwohner auf einer Fläche von 44,3 km², während im Ort selbst etwa 3.500 Menschen leben. Die Hauptsehenswürdigkeiten sind das teilweise erhaltene Schloss Neudeck sowie das Schloss in Nakło.

## Geografie

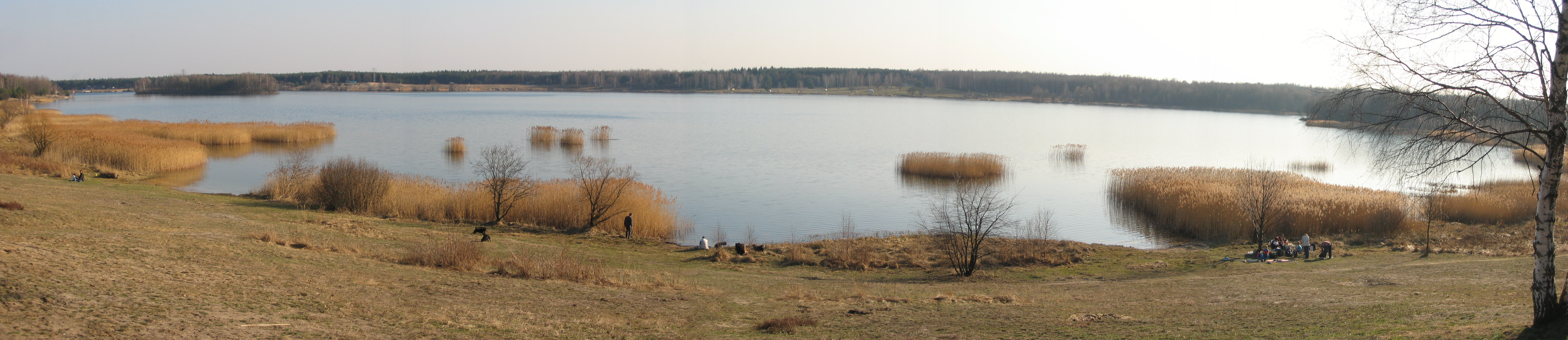
See in Chechło

Świerklaniec liegt am Nordrand der Oberschlesischen Platte 5 km nördlich von Piekary Śląskie und 7 km östlich der Kreisstadt Tarnowskie Góry. Östlich von Świerklaniec erstreckt sich das Staubecken Kozłowa Góra, der zusammen mit der Brynica (Brinitza) die Ostgrenze der Gemeinde und des historischen Oberschlesien markiert. Die Gemeinde hat eine Fläche von 44,3 km² und ist zu 43 % von Wald (hauptsächlich Kiefern) bedeckt.

## Geschichte
Siehe Schloss Neudeck
Die Geschichte des Ortes Świerklaniec ist stark mit der des örtlichen Schlosses verbunden. Ein erster Herrschaftssitz wurde im 11. Jahrhundert errichtet. Im Jahre 1477 wird der Name der Grenzburg Swiklenczy erstmals erwähnt. Im Besitz der Hohenzollern war der Ort von 1532 bis 1621. Seit dem Jahre 1629 war Świerklaniec Stammsitz einer Linie des Adelsgeschlechts der Henckel von Donnersmarck; als diese die Ortschaft als Pfand erhielten, wurde auch der Name Neudeck erstmals erwähnt.
Seit 1742 preußisch, wurde der Ort zum 27. März 1873 dem Kreis Tarnowitz angeschlossen. Neudeck stellte ein Rittergut dar, das sich südlich der Straße Tarnowitz–Siewierz und südwestlich des Schlossparks erstreckte. Im Jahre 1885 zählte es 551 Einwohner. Das Gut Neudeck bildete zudem einen Amtsbezirk, der zuletzt die Landgemeinden Alt Chechlau, Brinitz, Koslowagora, Neu Chechlau und Orzech und die Gutsbezirke Alt Chechlau, Koslowagora, Neudeck und Orzech umfasste.
Heute zählt Świerklaniec über 3500 Einwohner – die Bebauung erstreckt sich vor allem nördlich der Staatsstraße Tarnowskie Góry–Siewierz. Jedoch stellt dieser Bereich eigentlich den Ort Alt Chechlau (1910: 1438 Einwohner) dar, der sich nördlich des eigentlichen, viel kleineren Gutsdorfes Neudeck (1910: 503 Einwohner) erstreckte und nun im selbigen aufgegangen ist.
Während bei der Volksabstimmung in Oberschlesien 1921 auf dem Gut Neudeck 279 bzw. fast 80 % der gültigen Stimmen für den Verbleib bei Deutschland abgegeben wurden, stimmten in Alt Chechlau 63 %, in den übrigen Ortsteilen sogar über 80 % für den Anschluss an Polen. So wurde Neudeck samt Umland 1922 Teil Polens und in Świerklaniec umbenannt. Das Schloss und der Ort waren jedoch noch bis 1945 im Besitz der Familie Donnersmarck. In der Zwischenkriegszeit wohnte hier der Präsident der gemischten Kommission für Oberschlesien Felix Calonder und achtete als unabhängiger Beobachter auf die Einhaltung der Rechte der deutschen Minderheit. Eine katholische Kuratie Świerklaniec wurde 1929 eingerichtet, die 1931 zur selbstständigen Pfarrei erhoben wurde. Als Kirche diente erst eine Holzkirche, die 1989 durch die Pfarrkirche „Christ König“ ersetzt wurde. Auf dem Gemeindegebiet wurde zur Wasserversorgung von 1935 bis 1939 ein Reservoir erbaut (Kozłowa Góra). 1945 brannten das neue sowie das alte Schloss ab und beide wurden später abgerissen. Ein künstlicher See entstand 1973 in Nakło-Chechło, der einerseits ebenfalls ein Wasserbehälter ist, andererseits heute auch Erholungszwecken dient.
Zwischen 1954 und 1972 gehörte das Dorf zur Gromada Świerklaniec und von 1975 bis 1998 zur Woiwodschaft Katowice.

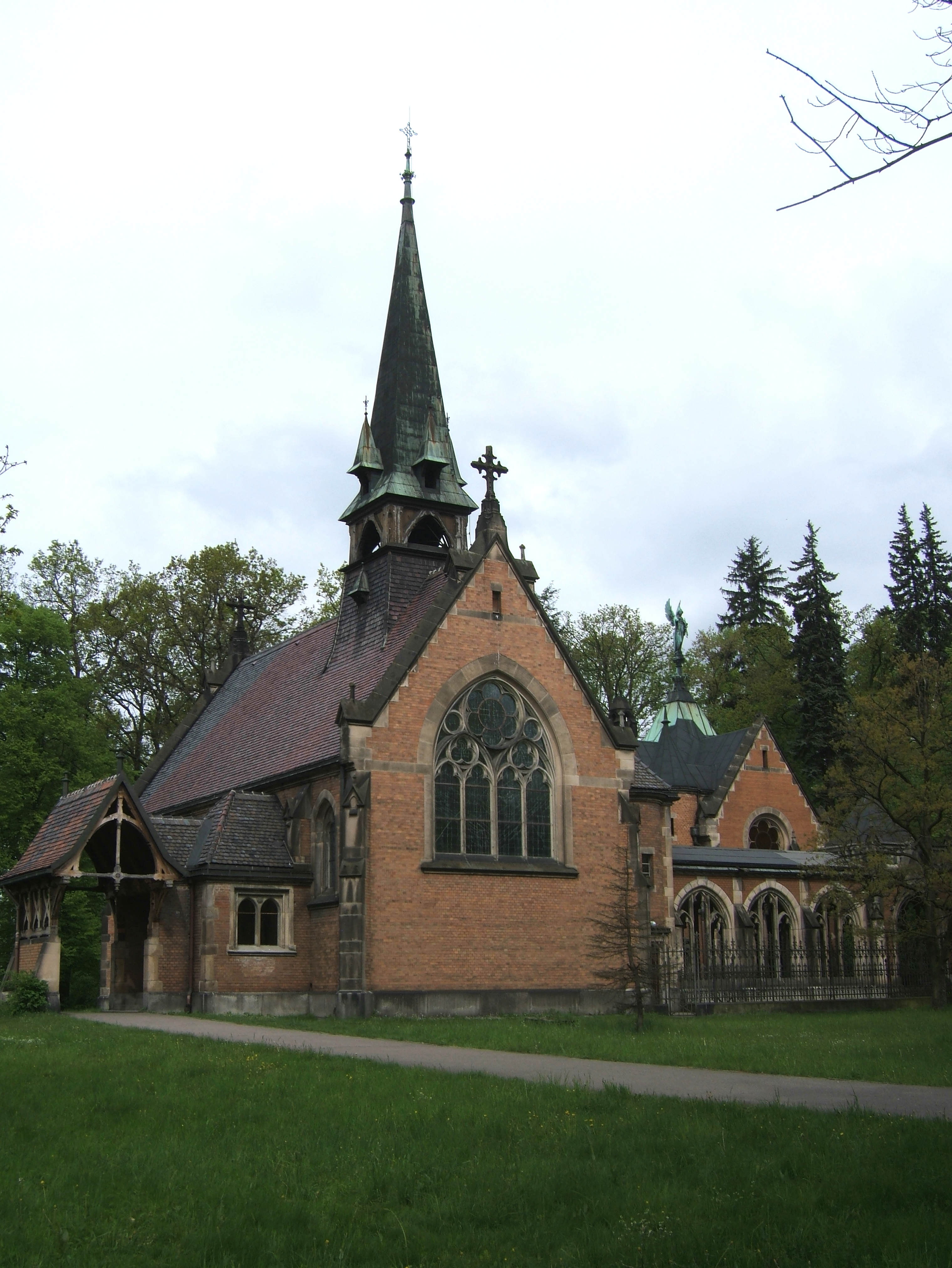
Ehem. Schlosskapelle – heute katholische Filialkirche von Świerklaniec

## Persönlichkeiten

### Söhne und Töchter des Ortes
In Neudeck war der Sitz einer Linie des Hauses Donnersmarck; außerdem wurden hier einige Vertreter des Hauses geboren.
- Elias Maximilian Henckel von Donnersmarck (1748–1827), Generalmajor
- Gabriel Ludwig Henckel von Donnersmarck (1750–1798), preußischer Landrat
- Carl Lazarus Henckel von Donnersmarck (1772–1864), Industrieller
- Anton Rosen (1892–1979), Lehrer und Heimatforscher
- Hermann Junack (1912–1992), Forstmann
- Augustinus Heinrich Henckel von Donnersmarck (1935–2005), römisch-katholischer Theologe und Wirtschaftsethiker
- Günter Baron (* 1938), deutscher Bibliothekar
- Dorota Pomykała (* 1956), Schauspielerin
- Tomasz Wylenzek (* 1983), deutscher Kanute polnischer Herkunft
- Dominika Wylężek (* 1987), Fußballspielerin
- Dawid Jarka (* 1987), Fußballspieler

### Mit dem Ort verbundene Persönlichkeiten
- Felix Calonder (1863–1952), Schweizer Altbundespräsident, wohnte von 1924 bis 1937 im Kavalierspalast
- Guido Henckel von Donnersmarck (1830–1916), Erbauer der örtlichen Schlösser

## Sonstiges
Der Neudecker Weg im Neuköllner Ortsteil Rudow wurde am 19. März 1938 nach dem deutschen Ortsnamen von Świerklaniec benannt.

## Gemeinde
Die Landgemeinde Świerklaniec umfasst auf einer Fläche von 44,26 km² vier Ortschaften mit Schulzenamt (sołectwo):
- Świerklaniec (Neudeck)
- Nakło Śląskie (Naklo)
- Nowe Chechło (Neu Chechlau)
- Orzech (Orzech)